# Vriesea barii
Vriesea barii är en gräsväxtart som beskrevs av J.F.Morales. Vriesea barii ingår i släktet Vriesea och familjen Bromeliaceae. Inga underarter finns listade i Catalogue of Life.